# Amyntas II van Macedonië
Amyntas II (Amintas II), ook wel Amyntas de Jongere, was koning van Macedonië in 393 v.Chr., uit het huis der Argeaden. Hij was de zoon van Menelaüs van Macedonië en werd na de dood van Archelaüs II van Macedonië gekozen tot diens opvolger. Er braken echter onlusten uit en hij werd binnen een paar maanden vermoord, waarna Pausanias van Macedonië koning werd. Amyntas II was ook de vader van de latere koning Ptolemaeus I van Macedonië.